# Еремичи (Гродненская область)
Ере́мичи (бел. Ярэмічы) — агрогородок в Кореличском районе Гродненской области Белоруссии, центр Еремичского сельсовета. Население 287 человек (2009).

## География
Посёлок находится в 15 км к востоку от Кореличей. Местная дорога соединяет Еремичи с посёлком Турец и шоссе Р11. Еремичи стоят в месте впадения в Неман реки Уша.

## История

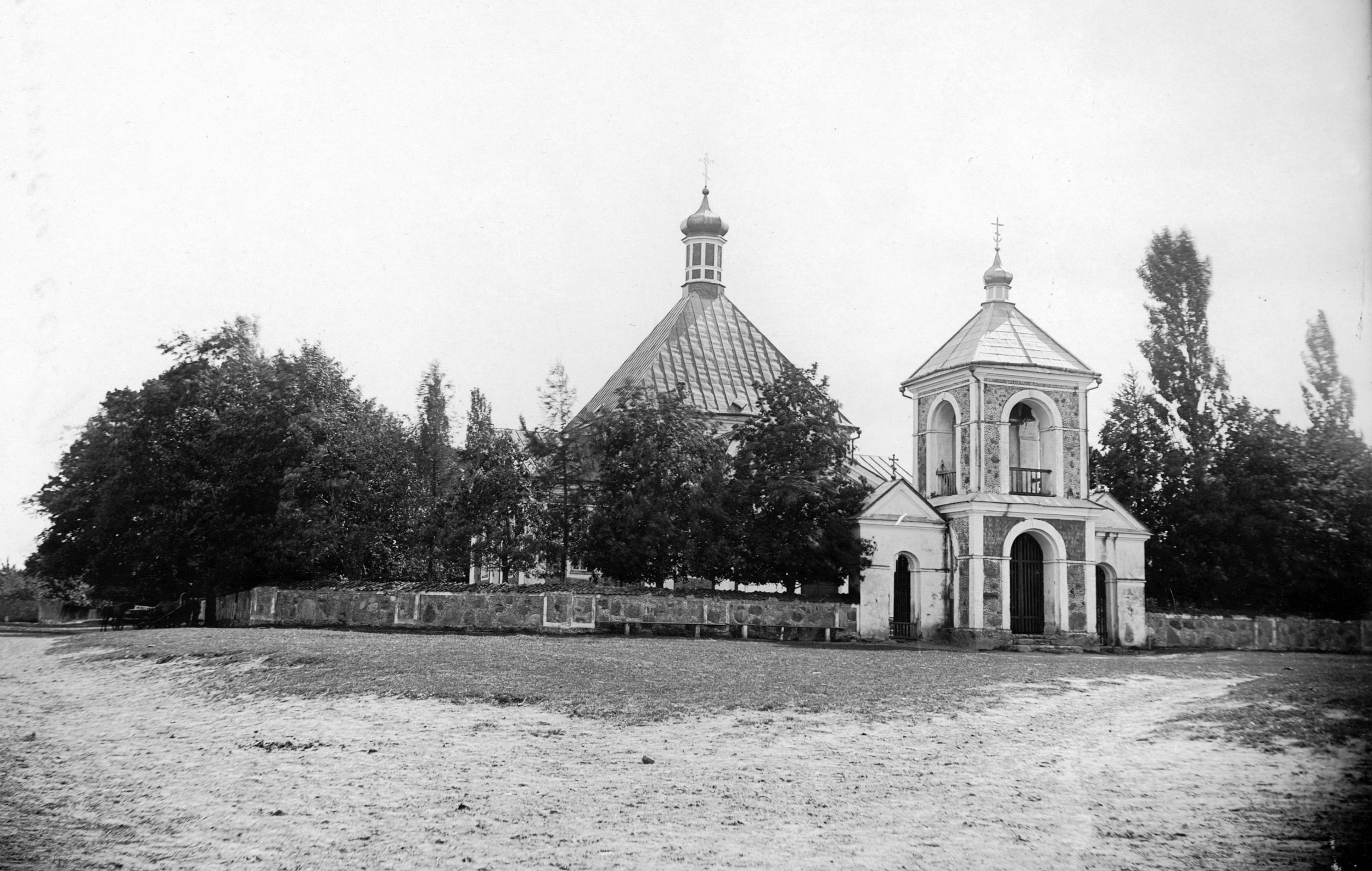
Вознесенская церковь. Фото начала XX века

Впервые Еремичи упоминаются в XVII веке как местечко в Новогрудском повете. В XVIII веке здесь действовала речная пристань на Немане. В XVIII веке имение принадлежало роду Ходкевичей.
В результате второго раздела Речи Посполитой (1793) Еремичи оказались в составе Российской империи, в Новогрудском уезде. В 1867 году построено каменное здание православного храма Вознесения. В 1897 году здесь было 122 двора, волостное управление, церковь, молитвенный дом, синагога, еврейская молитвенная школа, церковно-приходская школа, народное училище, 6 магазинов, корчма.
Согласно Рижскому мирному договору (1921) Еремичи оказались в составе межвоенной Польской Республики, в Новогрудском, а позднее Столбцовском повете.
С 1939 года в составе БССР. Во время Великой Отечественной войны в гетто были убиты 97 евреев посёлка. В 2000 году здесь было 125 дворов, 318 жителей. В 2009 году — 287 жителей.

## Инфраструктура
В Еремичах действуют средняя школа, детский сад, Дом культуры, библиотека, фельдшерско-акушерский пункт, отделение связи, три магазина, касса ОАО "АСБ Беларусбанк".

## Культура
- Дом культуры
- Музей ГУО "Еремичская базовая школа имени В. А. Колесника"

## Достопримечательности
- Православный храм Вознесения, 1867 год.
- Придорожная часовня, вторая половина XIX века.